# Lista dos furacões mais caros no Atlântico

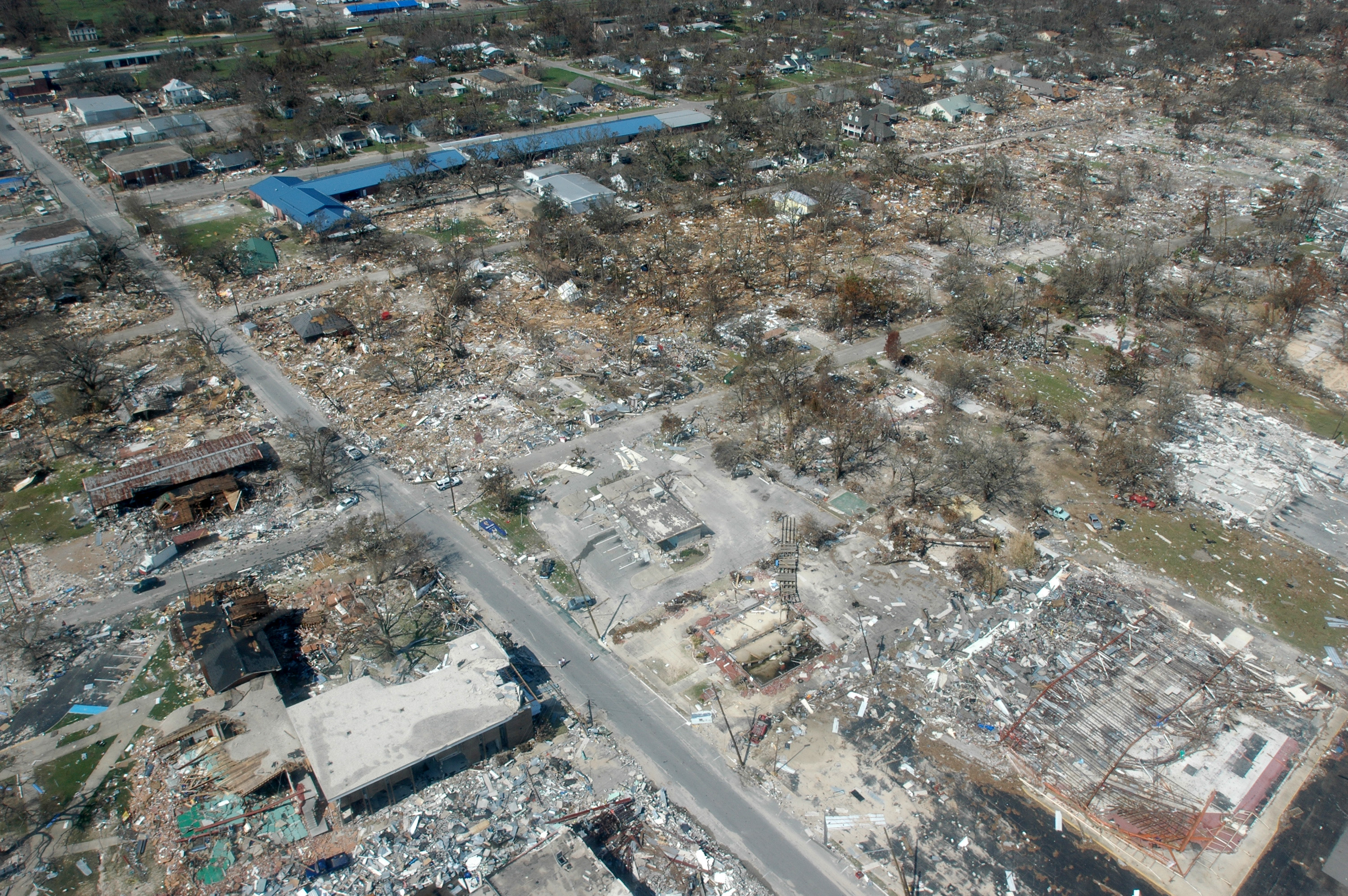
Danos em Long Beach, Mississippi após o furacão Katrina.

Esta é uma lista dos furacões mais caros do Atlântico, capturando amplamente a gravidade dos danos que cada sistema causou. O recorde do ciclone tropical mais caro do Atlântico é mantido em conjunto pelos furacões Katrina e Harvey, que resultaram em aproximadamente US$ 125 mil milhões em danos materiais durante o ano em que ocorreram. Essas tempestades também são os ciclones tropicais mais caros registrados em todo o mundo. As temporadas de furacões desses dois furacões, as temporadas de furacões no Atlântico de 2005 e 2017, também são as duas temporadas de furacões mais caras registradas.
A maioria dos furacões mais caros do Atlântico na história registrada atingiu o pico como grandes furacões. No entanto, ciclones tropicais mais fracos ainda podem causar danos generalizados. As tempestades tropicais Alberto em 1994, Allison em 2001, Lee em 2011, Imelda em 2019 e Fred em 2021 causaram mais de um mil milhão de dólares em danos. As inundações normalmente são responsáveis por cerca de 60% de todos os danos de uma tempestade,  e isso se reflete na lista com Allison, Harvey, Florence e, mais recentemente, Imelda, que produziu chuvas catastróficas; e com Katrina, Ike e Sandy, que produziram tempestades devastadoras. Os danos causados pelo vento também abrangem uma grande parte dos danos causados pelas tempestades, evidenciados por Andrew, Irma e Michael. Devido ao seu dano excessivo, os nomes dos ciclones tropicais acumulando pelo menos $ 1 mil milhões em danos são geralmente aposentados pela Organização Meteorológica Mundial, mas nem sempre é esse o caso. O furacão Juan em 1985 foi o primeiro furacão a causar pelo menos um mil milhão em danos e não ser aposentado; seu nome foi retirado em um uso posterior em 2003 que não causou mais de um mil milhão em danos. Desde Juan, nove ciclones tropicais que causaram pelo menos um mil milhão em danos não foram aposentados, sendo o mais notável o furacão Sally em 2020, que causou pelo menos US $ 7,3 mil milhões, a tempestade mais cara para não ter seu nome aposentado.
| Posição | Custo                  | Temporada |
| ------- | ---------------------- | --------- |
| 1       | ≥ $294,703 mil milhões | 2017      |
| 2       | ≥ $172,297 mil milhões | 2005      |
| 3       | ≥ $121,030 mil milhões | 2022      |
| 4       | ≥ $80,727 mil milhões  | 2021      |
| 5       | ≥ $72,341 mil milhões  | 2012      |
| 6       | ≥ $61,148 mil milhões  | 2004      |
| 7       | ≥ $51,146 mil milhões  | 2020      |
| 8       | ≥ 50,126 mil milhões   | 2018      |
| 9       | ≥ $48,855 mil milhões  | 2008      |
| 10      | ≥ $27,302 mil milhões  | 1992      |

O primeiro furacão a causar pelo menos US$ 1 mil milhões em danos foi o furacão Betsy em 1965, que causou grande parte de seus danos no sudeste da Louisiana. Quatro anos depois, o furacão Camille causou mais de US$ 1 mil milhões em danos, uma vez que devastou Louisiana e Mississippi em terra firme, e Virgínia depois de se mudar para o interior. Após a década de 1960, cada década viu um aumento nos ciclones tropicais causando pelo menos mil milhão de danos ao longo da última, devido ao aumento do desenvolvimento urbano e da população. Na década de 1970, quatro furacões causaram pelo menos mil milhão em danos; o mais caro deles foi o furacão Agnes, que causou US$ 2,1 mil milhões em danos. A década seguinte contou com sete furacões causando pelo menos mil milhão em danos. Na década de 1990, doze ciclones tropicais acumularam pelo menos mil milhão em danos, incluindo o furacão Andrew em 1992. O sistema excedeu em muito o número de danos de qualquer ciclone tropical anterior, causando US $ 27,3 mil milhões em danos, principalmente no sul da Flórida. Dezenove ciclones tropicais nos anos 2000 causaram pelo menos US$ 1 mil milhões em danos. A temporada de 2005 teve seis furacões de mil milhões de dólares, mais do que qualquer temporada já registrada; este recorde foi posteriormente superado em 2020, com oito furacões de mil milhões de dólares. Furacões Ivan em 2004 e Irma em 2017 causaram pelo menos US$ 1 mil milhões em danos em quatro países separados. Na década de 2010, doze tempestades causaram pelo menos US$ 1 mil milhões em danos, o último dos quais é a tempestade tropical Imelda, que acumulou pelo menos US $ 5 mil milhões em danos. O furacão Hanna foi a primeira tempestade da década de 2020 a se tornar um desastre de mil milhões de dólares.

## Mais caro em geral
Esta lista classifica os ciclones tropicais no Atlântico que acumularam pelo menos US $ 1 mil milhões em danos, com base em seus totais de danos nominais em USD. Como esses números não foram ajustados pela inflação, nem ajustados pelas mudanças na população e na riqueza nos condados costeiros, o custo dos furacões recentes é inflacionado artificialmente em comparação com os furacões do passado. Isso torna difícil comparar com precisão os danos infligidos por furacões ao longo do tempo.
Em contraste, os danos normalizados relatados na coluna adjacente fornecem uma estimativa das perdas econômicas diretas de cada furacão se esse mesmo evento ocorrer sob condições sociais contemporâneas, com base no método de Roger A. Pielke Jr. e Christopher Landsea. A fórmula geral para perdas normalizadas {\displaystyle D_{2018}} é
{\displaystyle D_{2018}=D_{y}\times I_{y}\times RWPC_{y}\times P_{2018/y}}
Onde {\displaystyle D_{y}} é relatado o dano em dólares americanos do ano corrente, {\displaystyle I_{y}} é o deflator do PIB para correção da inflação, {\displaystyle RWPC_{y}} é uma estimativa do estoque líquido de custo atual de ativos fixos e bens de consumo duráveis para capturar as mudanças na riqueza real per capita, e {\displaystyle P_{2018/y}} ajuste populacional do município.
† Indica que o nome da tempestade não foi retirado depois do seu uso
| nome       | Danos nominais (Bilhões USD) | Danos normalizados em 2023 (Bilhões USD) | temporada | Escala tempestade a intensidade máxima | áreas afetadas | Referências                              |
| ---------- | ---------------------------- | ---------------------------------------- | --------- | -------------------------------------- | --- | ---------------------------------------- |
| Katrina    | $125.0                       | $191.3                                   | 2005      | Furacão Categoria 5                    | Luisiana Mississippi Bahamas Costa do Golfo dos Estados Unidos Sul da Flórida Northeast Leste do Canadá                      | [ 3 ] [ 4 ]                              |
| Harvey     | $125.0                       | $152.5                                   | 2017      | Furacão Categoria 4                    | Texas Luisiana América do Sul América Central Caribe Península de Iucatã                                                     | [ 4 ] [ 5 ]                              |
| Ian        | $113.1                       | $114.0                                   | 2022      | Furacão Categoria 5                    | Sudeste dos Estados Unidos                                                                                                   |                                          |
| Maria      | $91.6                        | $109.8                                   | 2017      | Furacão Categoria 5                    | Porto Rico Pequenas Antilhas Grandes Antilhas Mar do Caribe Leste dos Estados Unidos                                         | [ 6 ]                                    |
| Irma       | $77.2                        | $61.0                                    | 2017      | Furacão Categoria 5                    | Pequenas Antilhas Grandes Antilhas Mar do Caribe Leste dos Estados Unidos                                                    | [ 4 ]                                    |
| Ida        | $75.2                        | $80.9                                    | 2021      | Furacão Categoria 4                    | Venezuela Colômbia Panamá Ilhas Cayman Cuba Sudoeste dos Estados Unidos Região Nordeste dos Estados Unidos Canadá            | [ 7 ] [ 8 ]                              |
| Sandy      | $68.7                        | $84.6                                    | 2012      | Furacão Categoria 3                    | Caribe Costa Leste dos Estados Unidos Leste do Canadá                                                                        | [ 4 ] [ 9 ]                              |
| Ike        | $38.0                        | $41.4                                    | 2008      | Furacão Categoria 4                    | Grandes Antilhas Texas Luisiana Região Centro-Oeste dos Estados Unidos Leste do Canadá Islândia                              | [ 10 ] [ 11 ] [ 12 ]                     |
| Andrew     | $27.3                        | $57.8                                    | 1992      | Furacão Categoria 5                    | As Bahamas Flórida Louisiana                                                                                                 | [ 10 ] [ 13 ]                            |
| Ivan       | $26.1                        | $32.4                                    | 2004      | Furacão Categoria 5                    | Caribe Venezuela Costa do Golfo dos Estados Unidos                                                                           | [ 10 ] [ 14 ] [ 15 ]                     |
| Michael    | $25.5                        | $29.7                                    | 2018      | Furacão Categoria 5                    | América Central Flórida Geórgia Costa do Golfo dos Estados Unidos Leste dos Estados Unidos Leste do Canadá Península Ibérica | [ 16 ] [ 17 ]                            |
| Florence   | $24.2                        | 28.6                                     | 2018      | Furacão Categoria 4                    | África Ocidental Cabo Verde Bermudas Leste dos Estados Unidos Províncias atlânticas do Canadá                                | [ 17 ] [ 18 ]                            |
| Wilma      | $22.4                        | $28.7                                    | 2005      | Furacão Categoria 5                    | Grandes Antilhas América Central Flórida                                                                                     | [ 19 ] [ 20 ] [ 21 ] [ 22 ]              |
| Laura      | $19.1                        | $26.9                                    | 2020      | Furacão Categoria 4                    | Ilhas Leeward Puerto Rico República Dominicana Haiti Cuba Sudoeste dos Estados Unidos                                        | [ 23 ] [ 24 ]                            |
| Rita       | $18.5                        | $27.9                                    | 2005      | Furacão Categoria 5                    | Cuba Texas Louisiana | [ 25 ]                                   |
| Charley    | $16.9                        | $25.4                                    | 2004      | Furacão Categoria 4                    | Jamaica Ilhas Cayman Cuba Flórida As Carolinas                                                                               | [ 26 ] [ 10 ]                            |
| Matthew    | $16.5                        | $12.4                                    | 2016      | Furacão Categoria 5                    | Colômbia Venezuela Caribe Costa Leste dos Estados Unidos                                                                     | [ 27 ] [ 28 ]                            |
| Irene      | $14.2                        | $10.8                                    | 2011      | Furacão Categoria 3                    | Caribe Costa do Leste dos Estados Unidos Leste do Canadá                                                                     | [ 29 ] [ 30 ] [ 31 ]                     |
| Hugo       | $11.0                        | $25.1                                    | 1989      | Furacão Categoria 5                    | Caribe Costa Leste dos Estados Unidos                                                                                        | [ 10 ] [ 32 ]                            |
| Frances    | $10.1                        | $16.5                                    | 2004      | Furacão Categoria 4                    | Caribe Leste dos Estados Unidos Ontário                                                                                      | [ 10 ] [ 14 ] [ 33 ] [ 34 ]              |
| Georges    | $9.3                         | <$6.0                                    | 1998      | Furacão Categoria 4                    | Caribe Costa do Golfo dos Estados Unidos                                                                                     | [ 4 ] [ 35 ] [ 36 ] [ 37 ] [ 38 ] [ 39 ] |
| Allison    | $9.0                         | <$6.0                                    | 2001      | Tempestade tropical                    | Texas Louisiana Sudoeste dos Estados Unidos                                                                                  | [ 40 ] [ 10 ] [ 41 ]                     |
| Eta        | $8.3                         | —                                        | 2020      | Furacão Categoria 4                    | Caribe América Central Cuba Leste dos Estados Unidos                                                                         |                                          |
| Gustav     | $8.3                         | <$6.0                                    | 2009      | Furacão Categoria 4                    | Hispaniola Jamaica Cuba Luisiana                                                                                             | [ 10 ] [ 11 ]                            |
| Jeanne     | $7.9                         | $13.6                                    | 2004      | Furacão Categoria 3                    | Caribe Leste dos Estados Unidos                                                                                              | [ 10 ] [ 14 ] [ 42 ] [ 43 ]              |
| Sally †    | $7.3                         | —                                        | 2020      | Furacão Categoria 2                    | As Bahamas Flórida Sudoeste dos Estados Unidos                                                                               | [ 44 ] [ 24 ]                            |
| Floyd      | $6.5                         | $13.9                                    | 1999      | Furacão Categoria 4                    | As Bahamas Leste dos Estados Unidos Províncias atlânticas do Canadá                                                          | [ 10 ] [ 45 ]                            |
| Mitch      | $6.1                         | <$6.0                                    | 1998      | Furacão Categoria 5                    | América Central Península de Yucatán Sul da Flórida                                                                          | [ 46 ] [ 47 ] [ 48 ]                     |
| Isabel     | $5.5                         | <$6.0                                    | 2003      | Furacão Categoria 5                    | Grandes Antilhas As Bahamas Leste dos Estados Unidos Ontário                                                                 | [ 10 ] [ 49 ]                            |
| Dorian     | $5.1                         | —                                        | 2019      | Furacão Categoria 5                    | Caribe As Bahamas Leste dos Estados Unidos Canadá Atlântico                                                                  | [ 50 ] [ 51 ]                            |
| Imelda †   | $5.0                         | —                                        | 2019      | Tempestade tropical                    | Texas Louisiana Oklahoma Arkansas                                                                                            | [ 52 ]                                   |
| Fran       | $5.0                         | $11.1                                    | 1996      | Furacão Categoria 3                    | Leste dos Estados Unidos Ontário                                                                                             | [ 10 ]                                   |
| Isaias †   | $4.8                         | —                                        | 2020      | Furacão Categoria 1                    | Porto Rico República Dominicana Haiti Bahamas Leste dos Estados Unidos                                                       | [ 53 ]                                   |
| Opal       | $4.7                         | $10.0                                    | 1995      | Furacão Categoria 4                    | Guatemala Península Yucatán Leste dos Estados Unidos                                                                         | [ 10 ] [ 54 ]                            |
| Zeta †     | $4.4                         | —                                        | 2020      | Furacão Categoria 3                    | Jamaica Península Yucatan Louisiana Mississippi                                                                              | [ 55 ]                                   |
| Dennis     | $4.0                         | <$6.0                                    | 2005      | Furacão Categoria 4                    | Grandes Antilhas Sudoeste dos Estados Unidos                                                                                 | [ 10 ] [ 19 ] [ 56 ]                     |
| Stan       | $3.9                         | <$6.0                                    | 2005      | Furacão Categoria 1                    | México América Central | [ 42 ] [ 57 ]                            |
| Karl †     | $3.9                         | <$6.0                                    | 2010      | Furacão Categoria 3                    | México América Central | [ 58 ]                                   |
| Isaac †    | $3.1                         | <$6.0                                    | 2012      | Furacão Categoria 1                    | Caribe Leste dos Estados Unidos                                                                                              | [ 59 ]                                   |
| Delta †    | $3.0                         | —                                        | 2020      | Furacão Categoria 4                    | Jamaica Ilhas Cayman Península Yucatan Sudoeste dos Estados Unidos                                                           |                                          |
| Alicia     | $3.0                         | $13.6                                    | 1983      | Furacão Categoria 3                    | Leste do Texas Louisiana | [ 60 ]                                   |
| Gilbert    | $3.0                         | <$6.0                                    | 1988      | Furacão Categoria 5                    | Venezuela América Central Hispaniola México                                                                                  | [ 61 ]                                   |
| Luis       | $3.0                         | <$6.0                                    | 1995      | Furacão Categoria 4                    | Ilhas de Sotavento Porto Rico Bermudas                                                                                       | [ 54 ]                                   |
| Lee †      | $2.8                         | <$6.0                                    | 2011      | Tempestade tropical                    | Louisiana Mississippi | [ 62 ]                                   |
| Marilyn    | $2.5                         | <$6.0                                    | 1995      | Furacão Categoria 3                    | Caribe Bermudas | [ 10 ] [ 54 ]                            |
| Michelle   | $2.4                         | <$6.0                                    | 2001      | Furacão Categoria 4                    | América Central Jamaica Cuba As Bahamas                                                                                      | [ 37 ] [ 41 ]                            |
| Agnes      | $2.1                         | $26.0                                    | 1972      | Furacão Categoria 1                    | México Cuba Leste dos Estados Unidos                                                                                         | [ 10 ] [ 63 ]                            |
| Joan       | $2.0                         | <$6.0                                    | 1988      | Furacão Categoria 4                    | Lesser Antilles Colômbia Venezuela América Central                                                                           | [ 61 ]                                   |
| Fifi       | $1.8                         | <$6.0                                    | 1974      | Furacão Categoria 2                    | Jamaica América Central México                                                                                               | [ 64 ] [ 65 ]                            |
| Frederic   | $1.8                         | <$6.0                                    | 1979      | Furacão Categoria 4                    | Caribe Sudoeste dos Estados Unidos                                                                                           | [ 66 ]                                   |
| Dean       | $1.7                         | <$6.0                                    | 2007      | Furacão Categoria 5                    | Caribe América Central | [ 42 ] [ 67 ]                            |
| Dolly †    | $1.6                         | <$6.0                                    | 2008      | Furacão Categoria 2                    | Ilhas Caymão México Sudoeste dos Estados Unidos                                                                              | [ 11 ]                                   |
| Allen      | $1.6                         | <$6.0                                    | 1980      | Furacão Categoria 5                    | Caribe Península Yucatán México Sul do Texas                                                                                 | [ 42 ] [ 68 ] [ 69 ]                     |
| David      | $1.5                         | <$6.0                                    | 1979      | Furacão Categoria 5                    | Caribe Costa Leste dos Estados Unidos                                                                                        | [ 42 ] [ 66 ]                            |
| Alex †     | $1.5                         | <$6.0                                    | 2010      | Furacão Categoria 2                    | América Central Grandes Antilhas Texas                                                                                       | [ 70 ] [ 71 ] [ 72 ] [ 73 ]              |
| Juan †     | $1.5                         | <$6.0                                    | 1985      | Furacão Categoria 1                    | Costa do Golfo dos Estados Unidos                                                                                            | [ 10 ]                                   |
| Bob        | $1.5                         | <$6.0                                    | 1991      | Furacão Categoria 3                    | Costa do Golfo dos Estados Unidos Canadá                                                                                     | [ 74 ]                                   |
| Roxanne    | $1.5                         | <$6.0                                    | 1995      | Furacão Categoria 3                    | México | [ 54 ]                                   |
| Ingrid     | $1.5                         | <$6.0                                    | 2013      | Furacão Categoria 1                    | México | [ 10 ]                                   |
| Betsy      | $1.4                         | <$6.0                                    | 1965      | Furacão Categoria 4                    | Louisiana Sul da Flórida Caribe                                                                                              | [ 10 ]                                   |
| Camille    | $1.4                         | $26.4                                    | 1969      | Furacão Categoria 5                    | Mississippi Louisiana Alabama Virgínia Cuba                                                                                  | [ 10 ]                                   |
| Iota       | $1.4                         | —                                        | 2020      | Furacão Categoria 4                    | Colômbia América Central | [ 75 ]                                   |
| Elena      | $1.3                         | <$6.0                                    | 1985      | Furacão Categoria 3                    | Cuba Costa do Golfo dos Estados Unidos                                                                                       | [ 76 ]                                   |
| Isidore    | $1.3                         | <$6.0                                    | 2002      | Furacão Categoria 3                    | Cuba Península de Iucatã Luisiana                                                                                            | [ 77 ] [ 78 ]                            |
| Fred †     | $1.3                         | —                                        | 2021      | Tempestade tropical                    | Puerto Rico Hispaniola Cuba Jamaica Sudoeste dos Estados Unidos                                                              | [ 8 ]                                    |
| Hanna †    | $1.2                         | —                                        | 2020      | Furacão Categoria 1                    | Hispaniola Cuba Costa do Golfo dos Estados Unidos México                                                                     | [ 24 ]                                   |
| Elsa †     | $1.2                         | —                                        | 2021      | Furacão Categoria 1                    | Antilhas Menores Grandes Antilhas Venezuela Colômbia Costa Leste dos Estados Unidos Canadá Atlântico                         | [ 8 ]                                    |
| Lili       | $1.2                         | <$6.0                                    | 2002      | Furacão Categoria 4                    | Antilles Menores Grandes Antilhas Costa do Golfo dos Estados Unidos                                                          | [ 10 ]                                   |
| Nicholas † | $1.1                         | —                                        | 2021      | Furacão Categoria 1                    | México Costa do Golfo dos Estados Unidos                                                                                     | [ 79 ]                                   |
| Alberto †  | $1.0                         | <$6.0                                    | 1994      | Tempestade tropical                    | Sudoeste dos Estados Unidos                                                                                                  | [ 62 ]                                   |
| Emily †    | $1.0                         | <$6.0                                    | 2005      | Furacão Categoria 5                    | Caribe Honduras Belize México Texas                                                                                          | [ 4 ]                                    |
| Bonnie †   | $1.0                         | <$6.0                                    | 1998      | Furacão Categoria 3                    | Antilhas menores Costa Leste dos Estados Unidos                                                                              | [ 4 ]                                    |